# Гарднер, Дик
Чарлз Ри́чард Га́рднер (англ. Charles Richard Gardner; 22 декабря 1913 — 1997), более известный как Дик Гарднер (англ. Dick Gardner) — английский футболист, нападающий.

## Футбольная карьера
Уроженец Бирмингема, Гарднер начал футбольную карьеру в клубе «Ивишем Таун» (Evesham Town). С 1933 по 1934 год был игроком «Ноттс Каунти», но не смог пробиться в основной состав. В сезоне 1934/35 выступал за «Стаурбридж» в Бирмингемской лиге.
В мае 1935 года стал игроком «Манчестер Юнайтед». В основном составе «Юнайтед» дебютировал 28 декабря 1935 года в матче Второго дивизиона против «Плимут Аргайл» на стадионе «Олд Траффорд». 1 января 1936 года забил свой первый (и единственный) гол за «Манчестер Юнайтед» в матче против «Барнсли» на стадионе «Оуквелл». Всего в сезоне 1935/36 провёл за команду 14 матчей и помог команде выиграть Второй дивизион. В следующем сезоне сыграл четыре матча в рамках Первого дивизиона.
В мае 1937 года перешёл в «Шеффилд Юнайтед». В сезоне 1937/38 провёл за команду 11 матчей и забил 1 гол в рамках Второго дивизиона Футбольной лиги.

## Достижения
Манчестер Юнайтед
- Победитель Второго дивизиона: 1935/36

## Статистика выступлений
| Клуб              | Сезон            | Лига | Лига | Кубок | Кубок | Итого | Итого |
| Клуб              | Сезон            | Игры | Голы | Игры  | Голы  | Игры  | Голы  |
| ----------------- | ---------------- | ---- | ---- | ----- | ----- | ----- | ----- |
| Манчестер Юнайтед | 1935/36          | 12   | 1    | 2     | 0     | 14    | 1     |
| Манчестер Юнайтед | 1936/37          | 4    | 0    | 0     | 0     | 4     | 0     |
| Манчестер Юнайтед | Итого            | 16   | 1    | 2     | 0     | 18    | 1     |
| Шеффилд Юнайтед   | 1937/38          | 11   | 1    | 0     | 0     | 11    | 1     |
| Шеффилд Юнайтед   | Итого            | 11   | 1    | 0     | 0     | 11    | 1     |
| Всего за карьеру  | Всего за карьеру | 27   | 2    | 2     | 0     | 29    | 2     |